# Carl Friederichs (Politiker, 1879)
Carl Friederichs (* 18. April 1879 in Unna; † 20. März 1947 in Pfronten) war ein deutscher Polizist und Mitglied der Hamburgischen Bürgerschaft.

## Leben und Wirken
Carl Friederichs besuchte ein Gymnasium, das er 1899 mit dem Abitur verließ. Danach ging er als aktiver Offizier zum preußischen Heer und wurde am 18. August 1899 zum Leutnant berufen. Vom 31. März 1898 bis zum 30. September diente er im Jägerbataillon 8, danach vom 1. Oktober 1902 bis zum 19. Juli 1914 in der MG-Abteilung 10. Dort folgte am 17. September 1908 die Ernennung zum Oberleutnant, am 1. Oktober 1913 zum Hauptmann. 
Während des Ersten Weltkriegs diente er vom 20. Juli bis zum 3. August 1914 als Kompanieführer im Infanterie-Regiment „Hamburg“ und leitete vom 4. August 1914 bis zum 15. Januar 1915 die 1. Ersatz-Maschinengewehrkompanie des IX. Armee-Korps. Vom 16. Januar 1915 bis zum 20. April 1920 gehörte er als Kompanieführer und Bataillonskommandeur dem Großherzoglich Mecklenburgischen Füsilier-Regiment „Kaiser Wilhelm“ Nr. 90 und dem Infanterie-Regiment „Graf Bose“ an. Da er vom 10. April bis zum 31. Mai 1920 in einem Durchgangslager in Cuxhaven lebte, ist davon auszugehen, dass er sich in Kriegsgefangenschaft befand. Genauere Einzelheiten hierzu sind nicht dokumentiert.
Nach Kriegsende ging Friederichs am 1. Juni 1920 als Hauptmann zur Sicherheitspolizei in Hamburg. Er leitete die 5. Hundertschaft des Landesschutzes, seit dem 1. Oktober 1920 als Polizeimajor. Vom 16. September 1920 bis zum 31. Januar 1921 arbeitete für den Stab des Hafenschutzes, dessen III. Abteilung er anschließend bis zum 31. August 1922 leitete. Am 9. Juli 1924 wurde er zum Polizeioberstleutnant und Stabschef der Ordnungspolizei ernannt, deren Personalreferent er somit war. Als er am 1. Juli 1928 als neu ernannter Polizeioberst zum Kommandeur des Hafenschutzes berufen wurde, übernahm er die zweithöchste Position in der Hamburger Ordnungspolizei nach Lothar Danner.
Friederichs übernahm bis 1932 den Vorsitz der Oberbeamtenvereinigung der Ordnungspolizei, in der fast alle Oberbeamten (Polizeioffiziere) Mitglied waren. Als die Nationalsozialisten zunehmend mehr Einfluss bekamen und Mitglieder demokratischer Parteien drohten, ausgeschlossen zu werden, verließ er die Vereinigung. Friederichs setzte sich öffentlich für die Weimarer Republik ein und bekannte sich zur Demokratie. Auch als Personalreferent unterstützte er demokratische Abläufe und widersprach in Einzelfällen, nationalsozialistische Polizisten zu befördern.
Als SPD-Mitglied vertrat Friederichs die Partei von 1924 bis 1933 in der Hamburgischen Bürgerschaft, wo er als angesehener Redner galt. Von 1927 bis zum 27. Januar 1932 übernahm er in der Bürgerschaft das Amt des Schriftführers. 1932 verfassten die Nationalsozialisten eine Denkschrift, in der sie angeblich bevorzugte sozialdemokratische Beamte aufführten, darunter auch fälschlicherweise Friederichs. Dieser habe im Reichsbanner als „technischer“ Gauleiter fungiert, was jedoch nicht stimmte, da Friederichs lediglich Mitglied ohne Führungsposition gewesen war.
Nach der Machtergreifung zogen die Nationalsozialisten Friederichs im März 1933 gemäß Paragraph 14 des Polizeibeamtengesetzes vom Dienst ab. Am 3. April 1933 trat er aus der Bürgerschaft aus. Am 28. Juni 1933 erhielt er nach Paragraph vier des Gesetzes zur Wiederherstellung des Berufsbeamtentums die Kündigung aufgrund von „politischer Unzuverlässigkeit“. Nach 1933 zog Friederichs, insbesondere aufgrund gesundheitlicher Probleme nach Pfronten, wo er eine Jagd Robert Boschs verwaltete.